# Juho Saaristo
Julius Juho Saaristo (nacido el 21 de julio de 1891 y fallecido el 12 de octubre de 1969) fue un atleta finlandés especialista en la prueba de lanzamiento de jabalina.
Participó en los Juegos Olímpicos de Estocolmo en 1912 donde logró la medalla de oro en la prueba de lanzamiento de jabalina con dos manos, prueba celebrada tan sólo en esa ocasión y la medalla de plata tras Eric Lemming en la prueba tradicional de lanzamiento con una sola mano.
Ocho años después tras la finalización de la Primera Guerra Mundial, participó en los Juegos Olímpicos de Amberes en 1920 donde fue cuarto.